# NGC 6623-2
NGC 6623-2 is een compact sterrenstelsel in het sterrenbeeld Hercules. Het hemelobject werd op 6 juni 1864 ontdekt door de Duitse astronoom Albert Marth.

## Synoniemen
- MCG 4-43-027
- PGC 61744